# Keith Gumbs
Keith Gumbs, surnommé Kayamba, est un ex-footballeur international christophien, né le 11 septembre 1972 à Basseterre (Saint-Christophe-et-Niévès). 
Il détient le record de buts et de sélections de l'équipe nationale de son pays avec 24 buts inscrits en 41 rencontres internationales.

## Biographie

### Carrière en club
Gumbs débuta en championnat de Saint-Christophe-et-Niévès à l'âge de 17 ans, dans le club de Newtown United FC. Auteur de 196 buts en 187 matches, ses statistiques prolifiques lui ouvrirent les portes du FC Twente où il fut prêté lors de la saison 1995-96. À la fin des années 1990, il évolua en Europe (Oldham Athletic, FC Felgueiras, Paniónos, Sturm Graz, Hull City) dans un relatif anonymat.
En 2000-01, il se distingua en championnat de Trinité-et-Tobago, dans le San Juan Jabloteh, où il devint le meilleur buteur de la saison avec 22 buts. Cela lui valut d'être transféré en 2001 au Palmeiras du Brésil. Avec 3 buts en 8 matches, il devint le premier joueur christophien à évoluer en championnat brésilien.
À partir de 2001, Gumbs partit pour l'Asie, continent qu'il ne quitterait plus jusqu'à la fin de sa carrière. Il fut champion de Hong Kong avec le Happy Valley en 2002-03, puis meilleur buteur de la saison 2003-04 avec ce même club. Après une pige en Malaisie (Sabah FA), il termina sa carrière de joueur en Indonésie où il fut sacré champion en 2011-12 avec le Sriwijaya FC.

### Carrière en sélection
Gumbs joua en équipe nationale de Saint-Christophe-et-Niévès de 1989 à 2011. Il marqua 47 buts en 131 sélections, mais nombre de ces matches ne sont pas considérés officiels. Il se distingua en demi-finales de la Coupe caribéenne des nations 1997, organisée dans son pays, en marquant un doublé face à la Grenade qui permit aux siens de disputer la finale du tournoi (perdue 0-4 face à Trinité-et-Tobago).

#### Buts en sélection
| Buts en sélection de Keith Gumbs (liste partielle) | Buts en sélection de Keith Gumbs (liste partielle) | Buts en sélection de Keith Gumbs (liste partielle)         | Buts en sélection de Keith Gumbs (liste partielle) | Buts en sélection de Keith Gumbs (liste partielle) | Buts en sélection de Keith Gumbs (liste partielle) | Buts en sélection de Keith Gumbs (liste partielle) |
|                                                    | Date                                               | Lieu                                                       | Adversaire                                         | Score                                              | Résultat                                           | Compétition                                        |
| -------------------------------------------------- | -------------------------------------------------- | ---------------------------------------------------------- | -------------------------------------------------- | -------------------------------------------------- | -------------------------------------------------- | -------------------------------------------------- |
| 1.                                                 | 2 avril 1993                                       | Warner Park, Basseterre (Saint-Christophe-et-Niévès)       | Îles Vierges britanniques                          | 5-1                                                | 5-1                                                | CAR 1993                                           |
| 2.                                                 | 19 mars 1995                                       | Philipsburg, Saint-Martin                                  | Sint Maarten                                       | 1-0                                                | 2-0                                                | CAR 1995                                           |
| 3.                                                 | 21 mai 1995                                        | Yasco Stadium, St. John's (Antigua-et-Barbuda)             | Antigua-et-Barbuda                                 |                                                    | 2-2                                                | CAR 1995                                           |
| 4.                                                 | 5 mai 1996                                         | Warner Park, Basseterre (Saint-Christophe-et-Niévès)       | Sainte-Lucie                                       | 3-0                                                | 5-1                                                | QCM 1998                                           |
| 5.                                                 | 26 mai 1996                                        | Industry Park, Palo Seco (Trinité-et-Tobago)               | Jamaïque                                           | 1-4                                                | 1-4                                                | CAR 1996                                           |
| 6.                                                 | 23 juin 1996                                       | Warner Park, Basseterre (Saint-Christophe-et-Niévès)       | Saint-Vincent-et-les-Grenadines                    | 1-2                                                | 2-2                                                | QCM 1998                                           |
| 7.                                                 | 10 juillet 1997                                    | Warner Park, Basseterre (Saint-Christophe-et-Niévès)       | Grenade                                            | 1-1                                                | 2-1                                                | CAR 1997                                           |
| 8.                                                 | 10 juillet 1997                                    | Warner Park, Basseterre (Saint-Christophe-et-Niévès)       | Grenade                                            | 2-1                                                | 2-1                                                | CAR 1997                                           |
| 9.                                                 | 1er avril 1998                                     | Basseterre (Saint-Christophe-et-Niévès)                    | Îles Vierges britanniques                          | 1-0                                                | 4-0                                                | CAR 1998                                           |
| 10.                                                | 18 mars 2000                                       | Warner Park, Basseterre (Saint-Christophe-et-Niévès)       | Îles Turques-et-Caïques                            | 7-0                                                | 8-0                                                | QCM 2002                                           |
| 11.                                                | 21 mars 2000                                       | Warner Park, Basseterre (Saint-Christophe-et-Niévès)       | Îles Turques-et-Caïques                            | 2-0                                                | 6-0                                                | QCM 2002                                           |
| 12.                                                | 23 avril 2000                                      | Warner Park, Basseterre (Saint-Christophe-et-Niévès)       | Saint-Vincent-et-les-Grenadines                    | 1-2                                                | 1-2                                                | QCM 2002                                           |
| 13.                                                | 1er mars 2001                                      | Recreational Ground, St. John's (Antigua-et-Barbuda)       | République dominicaine                             | 1-0                                                | 2-1                                                | CAR 2001                                           |
| 14.                                                | 1er mars 2001                                      | Recreational Ground, St. John's (Antigua-et-Barbuda)       | République dominicaine                             | 2-1                                                | 2-1                                                | CAR 2001                                           |
| 15.                                                | 4 mars 2001                                        | Recreational Ground, St. John's (Antigua-et-Barbuda)       | Antigua-et-Barbuda                                 | 2-0                                                | 2-2                                                | CAR 2001                                           |
| 16.                                                | 16 mai 2001                                        | Centre of Excellence, Tunapuna (Trinité-et-Tobago)         | Haïti                                              | 2-5                                                | 2-7                                                | CAR 2001                                           |
| 17.                                                | 20 mai 2001                                        | Larry Gomes Stadium, Malabar (Trinité-et-Tobago)           | Suriname                                           | 3-0                                                | 4-0                                                | CAR 2001                                           |
| 18.                                                | 27 juillet 2002                                    | Warner Park, Basseterre (Saint-Christophe-et-Niévès)       | Barbade                                            | 2-0                                                | 3-0                                                | Amical                                             |
| 19.                                                | 13 juin 2004                                       | Waterford National Stadium, Bridgetown (Barbade)           | Barbade                                            | 1-0                                                | 2-0                                                | QCM 2006                                           |
| 20.                                                | 10 octobre 2004                                    | Manny Ramjohn Stadium, Marabella (Trinité-et-Tobago)       | Trinité-et-Tobago                                  | 1-2                                                | 1-5                                                | QCM 2006                                           |
| 21.                                                | 10 octobre 2010                                    | Victoria Park, Kingstown (Saint-Vincent-et-les-Grenadines) | Montserrat                                         | 2-0                                                | 4-0                                                | CAR 2010                                           |

NB : Les scores sont affichés sans tenir compte du sens conventionnel en cas de match à l'extérieur (St. Christophe-et-N. / Adversaire)

## Palmarès

### En club
- Happy Valley
  - Champion de Hong Kong en 2002-03.

- Kitchee SC
  - Vainqueur de la Coupe de la Ligue en 2005-06 et 2006-07.
  - Vainqueur du Hong Kong Senior Challenge Shield en 2005-06.

- Sriwijaya FC
  - Champion d'Indonésie en 2011-12.
  - Coupe d'Indonésie en  2007–08, 2008–09 et 2010.
  - Vainqueur du Indonesian Community Shield en 2010.
  - Vainqueur du Indonesian Inter Island Cup en 2010.
  - Champion d'Indonésie D2 en 2007-08.

### En sélection
- Finaliste de la Coupe caribéenne des nations 1997.

### Distinctions individuelles
- Meilleur buteur de la TT Pro League avec le San Juan Jabloteh en 2001 (22 buts).
- Meilleur buteur du championnat de Hong Kong avec le Happy Valley en 2003-04.